# Miranda Cosgrove
Miranda Taylor Cosgrove (Los Angeles, 14 de maig de 1993) és una actriu i cantautora estatunidenca. Va debutar en el cinema com a Summer Hathaway a School of Rock el 2003. Cosgrove va interpretar diversos papers menors en sèries de televisió abans d'interpretar un personatge més important a la sèrie de Nickelodeon Drake & Josh. Anys més tard, Cosgrove assumí el personatge principal de Carly a la sèrie iCarly. Va ser l'actriu jove més ben pagada de 2012 per iCarly segons l'edició del Guinness World Records.
Després de l'èxit d'iCarly s'edità el juny de 2008 la banda sonora de la sèrie en la qual interpretava quatre cançons. Sparks Fly, el seu disc-debut propi, es va publicar el 27 d'abril de 2010.
Actualment Cosgrove cursa estudis a la Universitat del Sud de Califòrnia.
The album was released in April 2010,
[38]

## Filmografia
- School of Rock (2003), com a Summer Hathaway
- Teus, meus i nostres (Yours, Mine and Ours) (2005) com a Joni North
- Keeping Up with the Steins (2005) com a Steins 	Karen Sussman
- Despicable Me (2010) com a Margo

### Sèries de televisió
| Any       | Títol                           | Personatge       | Notes |
| --------- | ------------------------------- | ---------------- | --- |
| 2001      | Smallville                      | Lana Lang jove   | "Pilot" (Temporada 1, episodi 1)                                                                           |
| 2004      | Grounded for Life               | Jessica          | "You Better You Bet" (Temporada 5, episodi 5)                                                              |
| 2004      | What's New, Scooby-Doo?         | Miranda Wright   | Veu |
| 2004–07   | Drake & Josh                    | Megan Parker     | |
| 2005      | Lilo & Stitch: The Series       | Sarah            | 2 episodis – Shush: Experiment (Temporada 2, episodi 34) Morpholomew: Experiment (Temporada 3, episodi 16) |
| 2007      | Zoey 101                        | Paige Howard     | "Paige at PCA" (Temporada 3, episodi 13)                                                                   |
| 2007      | Just Jordan                     | Lindsey Chandler | "Piano Stressin" (Temporada 1, episodi 13)                                                                 |
| 2007      | Unfabulous                      | Cosmina          | "The Talent Show" (Temporada 3, episodi 1)                                                                 |
| 2007–2012 | iCarly                          | Carly Shay       | Protagonista                                                                                               |
| 2008      | The Naked Brothers Band         | Ella mateixa     | "Mystery Girl" (Temporada 3, episodi 1)                                                                    |
| 2010      | 7 Secrets with Miranda Cosgrove | Ella mateixa     | Especial Nickelodeon                                                                                       |
| 2010      | The Good Wife                   | Sloan Burchfield | Bad Girls (Temporada 2, episodi 7)                                                                         |
| 2010      | Big Time Rush                   | Ella mateixa     | Episodi: "Big Time Christmas"                                                                              |